# Genera
A Genera é um laboratório de genética brasileiro pioneiro no segmento de medicina genômica. Especializada em genômica pessoal, a empresa comercializa testes de ancestralidade genética, saúde e bem-estar utilizando o modelo de negócios direct-to-consumer, pelo qual oferece seus produtos diretamente ao consumidor.
Por meio da ancestralidade genética, o laboratório mapeia os genes de seus clientes, conseguindo estimar a origem de seus antepassados e, também, detectar possíveis enfermidades hereditárias. Para isso, faz uma análise de 700 mil pontos de cada DNA coletado e os compara com bancos de dados de outros países a fim de encontrar variações genéticas que indiquem a procedência de cada linhagem.
Desde 2019, a Genera integra o grupo da rede de diagnósticos Dasa.

## História
Fundada em São Paulo em 2010, a Genera foi criada com o objetivo de desenvolver novas tecnologias na área da saúde e torná-las mais acessíveis às pessoas. Seus criadores são o médico e farmacêutico-bioquímico Ricardo di Lazzaro Filho e o também farmacêutico-bioquímico André Chinchio, ambos formados pela Universidade de São Paulo.
A Genera foi fundada em uma época de ascensão econômica da classe C, um dos principais públicos dos testes de paternidade - na época, serviço de custo elevado. No começo de suas atividades, a empresa, ainda sem laboratório próprio, alugava um laboratório privado de um professor universitário.
Posteriormente, em 2016, a iniciativa foi selecionada pelo programa Pesquisa Inovativa em Pequenas Empresas (PIPE), da Fundação de Amparo à Pesquisa do Estado de São Paulo (FAPESP). Até então, o laboratório fazia parte do Centro de Inovação, Empreendedorismo e Tecnologia (Cietec), incubadora da Universidade de São Paulo. A partir desse momento, a empresa se consolidou no mercado e passou a contar com laboratórios em Brasília, Curitiba, Porto Alegre, Rio de Janeiro, Salvador e São Paulo.
Em 2019, com a aquisição da empresa pela Diagnósticos da América (Dasa), a Genera passou a trabalhar, exclusivamente, testes de ancestralidade, saúde e bem-estar. Os testes de paternidade por DNA e de sexagem de bebês foram transferidos para outros laboratórios do grupo.
Em novembro de 2020, a Genera firmou uma parceria com a RaiaDrogasil para oferecer, de forma inédita, testes de ancestralidade nas farmácias da rede e, também, no e-commerce das marcas Droga Raia e Drogasil.

## Reconhecimento
Todos os anos, o Massachusetts Institute of Technology (MIT) divulga o nome das pessoas com até 35 anos mais inovadoras da América Latina. Em 2020, o instituto selecionou o sócio-fundador da Genera Ricardo di Lazzaro Filho para compor a lista Innovators Under 35 LATAM 2020, divulgada em dezembro na revista MIT Technology Review. Ele foi premiado na categoria Empreendedores.

## Teste de Ancestralidade
Atualmente, o principal serviço da Genera é o teste de ancestralidade, que permite a elaboração de mapeamentos genéticos a partir de uma amostra da saliva do cliente. Ao adquirir um kit da Genera, o interessado deve coletar a própria saliva de acordo com as instruções incluídas no pacote e enviar de volta a amostra à Genera pelos Correios. Os resultados são disponibilizados após 15 dias úteis a partir da data de recebimento do material pelo laboratório da empresa.
O interesse pelo mapeamento genético teve um aumento no ano de 2019, quando os preços do serviço se tornaram mais acessíveis. O pacote mais popular da Genera corresponde a um quarto do preço cobrado pelos laboratórios que enviam as amostras recolhidas para análise no exterior.
A popularização aumentou a quantidade de pessoas interessadas em descobrir sua ancestralidade como parte do autoconhecimento ou da afirmação de identidade. Nesse sentido, o teste de ancestralidade já foi, inclusive, usado por uma empresa em uma ação que discutiu e promoveu a diversidade de seus funcionários.

## Sobre Nomes
Em maio de 2020, a Genera lançou o Sobre Nomes, portal em que é possível consultar a história de diversos sobrenomes comuns entre a população brasileira. Criado em parceria com o historiador e genealogista Rodrigo Trespach, o site explica a categorização dos sobrenomes e traz exemplos, de séculos passados, de pessoas que compartilham do mesmo sobrenome.